# Flavor Flav

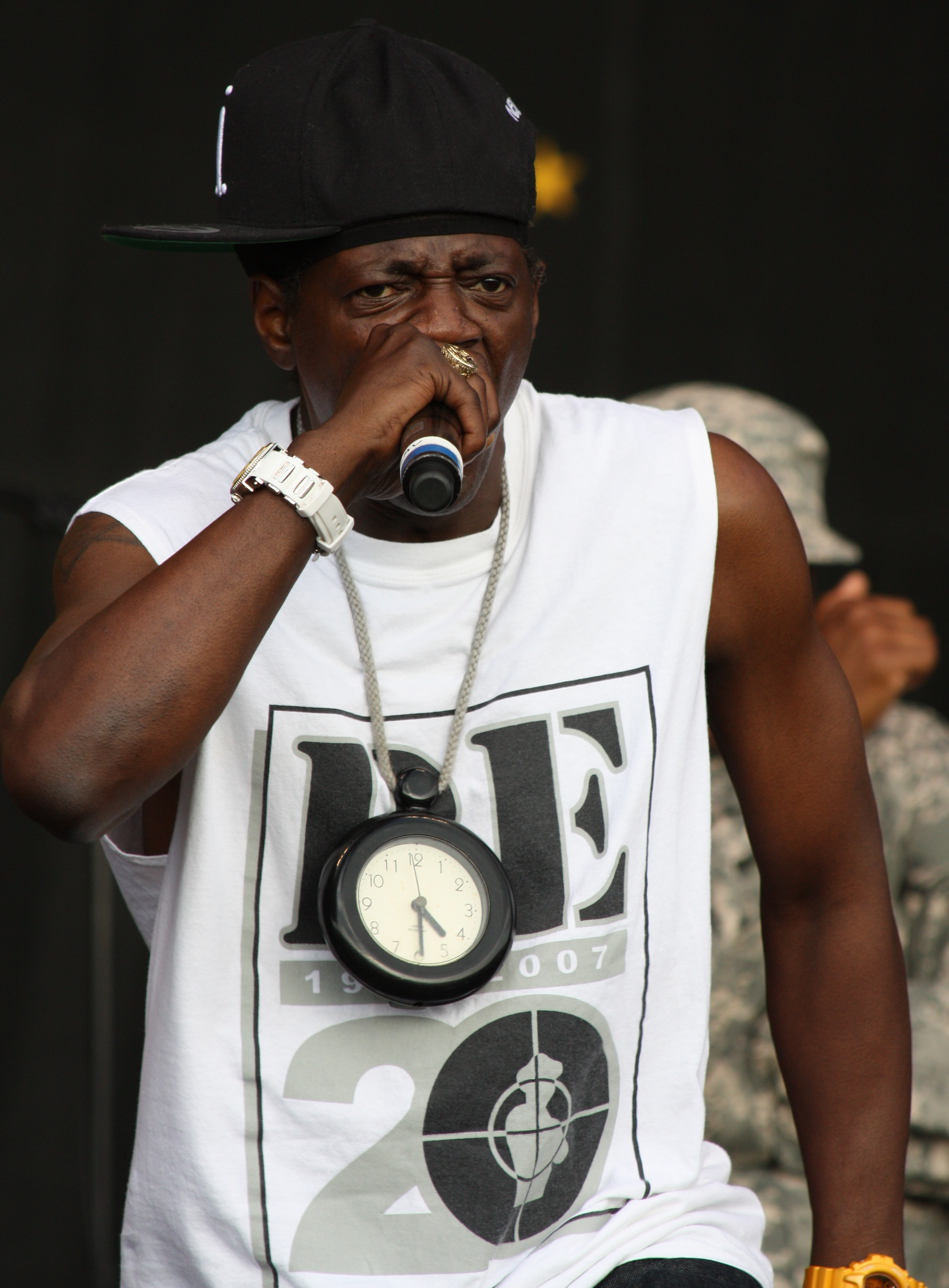
Flavor Flav (2014)

Flavor Flav (* 16. März 1959 in Roosevelt, Long Island, New York; bürgerlich William Jonathan Drayton, Jr.) ist ein US-amerikanischer Rapper, der seit 1982 der Hip-Hop-Formation Public Enemy angehört. Flavor Flavs Markenzeichen ist eine Uhr, die er um seinen Hals trägt und die daran erinnern soll, wie wertvoll Zeit ist.
Nach einer Phase, in der Flavor Flav weniger im Rampenlicht stand, war er ab 2004 in den über VH-1 bzw. MTV ausgestrahlten Reality-TV-Produktionen The Surreal Life, Strange Love und Flavor of Love zu sehen.
Der Künstlername Draytons ist auf seinen Süßigkeitenkonsum während seiner Kindheit zurückzuführen. Da er viele bunte Süßigkeiten aller Geschmacksrichtungen aß, nannten Draytons Freunde ihn seither nur noch Flavor (Geschmack).

## Karriere

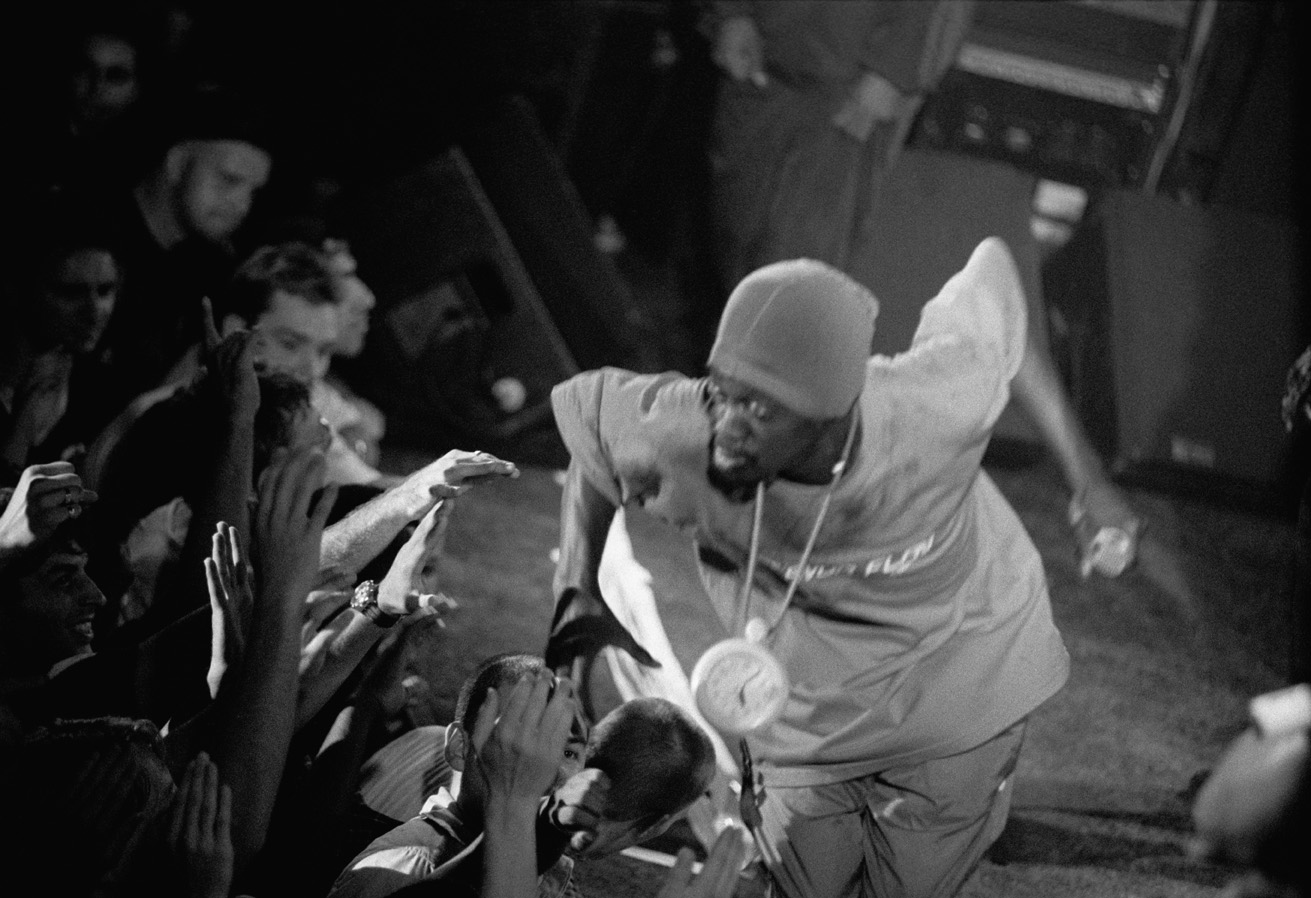
Flavor Flav (2000)

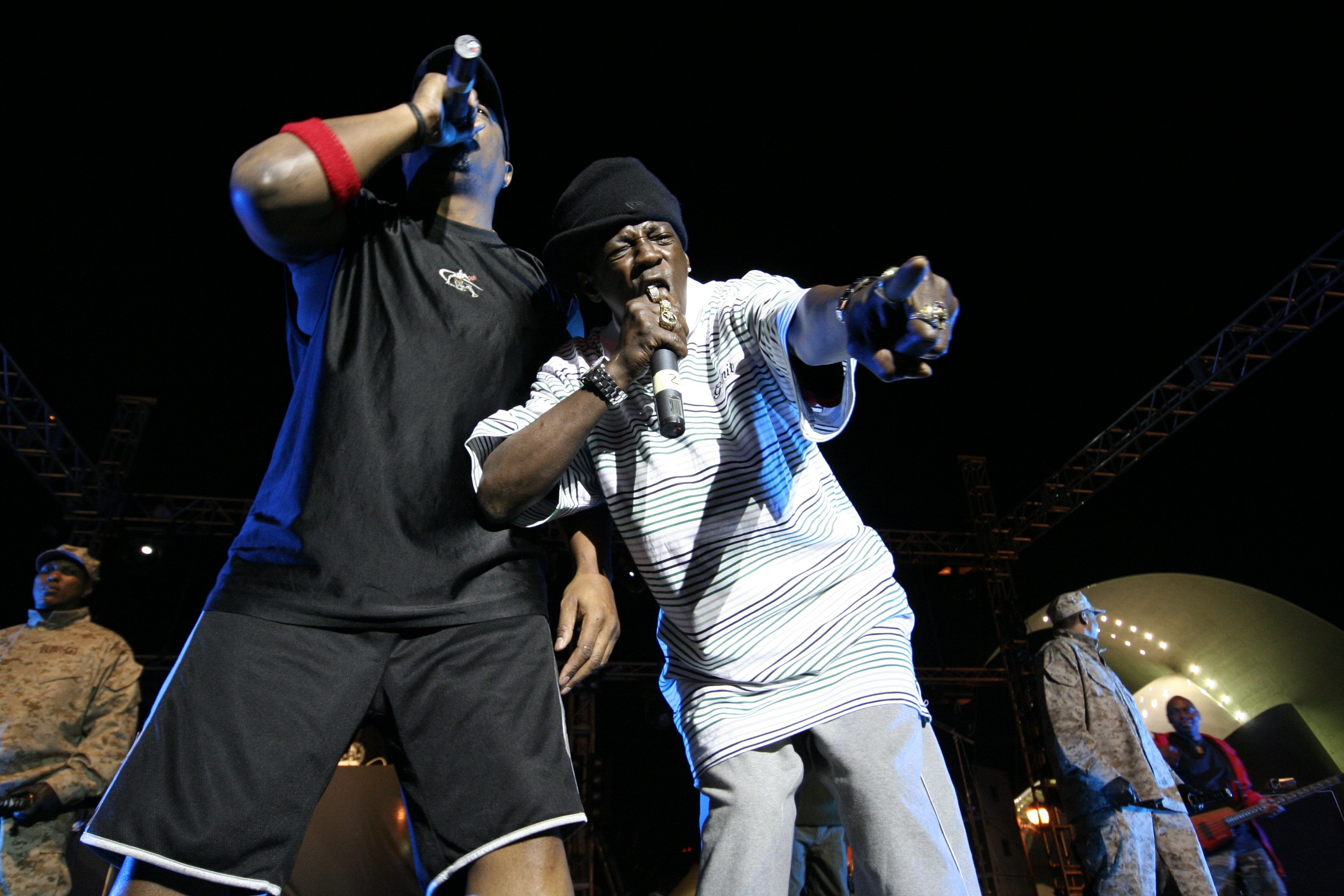
Flav (rechts) live mit Public Enemy (2007)

Auf der Adelphi University in Long Island, New York, wo Flav studierte, lernte er Chuck D. (Carlton Ridenhour) kennen. Damals nannte er sich DJ MC Flavor. Zusammen gründeten sie Public Enemy. 1987 kam dann die erste Platte auf den Markt: Yo! Bum Rush the Show. Flavor Flav war bei Public Enemy für den Unterhaltungsfaktor zuständig und sorgte damit für den Ausgleich zu den stark politisch geprägten Themen von Chuck D.
Schon 1999 kündigte Flav seine eigene Solo-CD an. Die Lieder wurden aufgenommen, aber lange Zeit nicht auf dem freien Markt veröffentlicht. Angeblich gab es zwischen Flavor Flav und den Plattenfirmen keine einheitliche Meinung. 2006 erschien dann schließlich das Album Hollywood, welches er zusammen mit DJ Thilo produziert hatte, auf seinem eigenen Label Draytown.
Flavs Markenzeichen ist seit etwa 1987 eine mal kleinere, mal größere Uhr, die immer um seinen Hals hängt. Er trägt sie, da für ihn die Zeit ein sehr wichtiger Bestandteil des Lebens ist und man sie nicht vergeuden sollte. Er beherrscht neben dem klassischen Klavier zusätzlich noch weitere Instrumente. Flavor Flav hat sieben Kinder von zwei Frauen und zwei Enkel.
Strange Love hieß seine erste eigene Reality-TV-Serie und war gleichzeitig die Vorgeschichte zu Flavor of Love. In Strange Love besuchte er seine Freundin Brigitte Nielsen, die er bei der amerikanischen Reality-Serie The Surreal Life kennen und lieben gelernt hatte. Dazu flog er nach Italien, um sie für sich zu gewinnen. Im späteren Verlauf der Sendung fliegen die beiden nach New York. Nach langen Bedenken entschließt sich Brigitte Nielsen, zu ihrem Verlobten in Italien zurückzukehren.
Seine zweite eigene Reality-TV-Serie hieß Flavor of Love.
Nach einem Streit über einen Wahlkampfauftritt für Bernie Sanders entließ Chuck D Anfang März 2020 Flavor Flav nach 38 Jahren aus der Band, was sich später jedoch als PR-Aktion herausstellte.
Im März 2025 nahm Flavor Flav als Space Ranger an der 13. Staffel der US-amerikanischen Version von The Masked Singer teil, in der er den elften Platz erreichte.

## Skandale
Flav wurde mehrmals von der Polizei wegen Drogen- und Waffenbesitzes, Fahrens ohne Führerschein oder Gewalt mit einer Schusswaffe festgenommen. Oft wurde Kokain oder Crack bei ihm gefunden.

## Sonstiges
- Flav war crackabhängig.
- 2002 übernahm er die Staumeldungen beim New Yorker Hip-Hop-Sender Power 105.
- Am 13. Mai und am 15. Mai 2012 gastierte Flav bei zwei Konzerten von Prince in Australien live auf der Bühne.
- Flav ist eine Spielfigur bei den Videospielen NBA2K6, NBA2K7, Def Jam: Fight for NY und PAIN.
- Flav spielt im Musikvideo zu You're so Last Summer von Taking Back Sunday mit
- Flav war offizieller Sponsor des US-amerikanischen Frauen-Wasserballteams bei den Olympischen Sommerspielen 2024.[5]

## Film und Fernsehen
Flav war in einigen Filmen und Serien zu sehen:
- 1990: Mo’ Better Blues
- 1991: New Jack City
- 1992: Why Colors?
- 1993: Who’s the Man
- 1993: CB4: The Movie
- 2002: The Surreal Life
- 2003: Death of a Dynasty
- 2004: Best Week Ever
- 2005: Confessions of a Pit Fighter
- 2005: Cain and Abel
- 2005: Strange Love
- 2006: Flavor of Love
- 2007: Fantastic Movie (Flavor Flav Look-Alike)
- 2007: Flavor of Love 2
- 2007: Comedy Central Roast of Flavor Flav
- 2008: Flavor of Love 3
- 2008: Nite Tales (Nite Tales: The Movie)
- 2008: Nite Tales: The Series

## Diskografie
- 1999: 1, 2, 3 Rhymes Galore (DJ Tomekk vs. Grandmaster Flash feat. Afrob, Flavor Flav & MC Rene)
- 2006: Hollywood (mit DJ Thilo)